# Portimão
Portimão (portugisiskt uttal: [puɾtiˈmɐ̃w]
 ( lyssna)) är en stad och kommun vid Atlantkusten i västra delen av Algarve i södra Portugal.
Staden har cirka 36 000 invånare, och är huvudorten i kommunen med samma namn. Portimão är en känd turistort vid Portugals sydkust (Algarvekusten) och ett viktigt centrum för Portugals fiskeindustri. Racerbanan Autódromo Internacional do Algarve ligger strax utanför Portimão.
Portimão hör administrativt till distriktet Faro och statistiskt till regionen Algarve samt till dess motsvarande kommunalförbund ("Comunidade Intermunicipal do Algarve"; ”AMAL”).
Kommunen har 55 614 invånare (2020) och en yta på 182,00 km². 

## Freguesias
Kommunen består av tre freguesias (kommundelar):
- Alvor
- Mexilhoeira Grande
- Portimão

## Ortnamnet
Ortnamnet Portimão härstammar från latinets Portus Magnus (”stor hamn”).                                                                                    Under medeltiden stavades namnet Portumanho.

## Ekonomi
Internationell turism är den viktigaste verksamheten i området.
Traditionellt har traktens ekonomi byggt på jordbruk och fiske. Ungefär hälften av kommunen är odlad jord där bönderna odlar frukter, i synnerhet citrus, och foderväxter. På gårdarna uppföds hönor, får och grisar. Portimão har en av landets största hamnar och staden är ett viktigt centrum för fiske och produktion av fiskkonserver. Ytterligare en viktig exportprodukt är salt som utvinns från havsvattnet.